# لودويغ شليسنجر (مؤرخ)
لودويغ شليسنجر (و. 1838 – 1899 م) هو مؤرخ، وتربوي، وكاتب، وسياسي ألماني، توفي في براغ، عن عمر يناهز 61 عاماً.

## مناصب
تولى منصب مدير المدرسة
.

## التعليم
تعلم في جامعة كارلوفا
.